# Équipe des Pays-Bas de football au Championnat d'Europe 1976
L'équipe des Pays-Bas de football dispute sa 1re phase finale de championnat d'Europe lors de l'édition 1976. Le tournoi se tient en Yougoslavie du 16 juin 1976 au 20 juin 1976.
Les Néerlandais se présentent en tant que vice-champions du Monde en titre. Ils sont battus par la Tchécoslovaquie en demi-finale sur le score de 3-1 après prolongation. Lors de la petite finale, les Pays-Bas affrontent la Yougoslavie. Le match va à nouveau jusqu'au bout de la prolongation, les Pays-Bas s'imposent finalement 3-2 et montent sur la 3e marche du podium.
À titre individuel, le défenseur Ruud Krol fait partie de l'équipe-type du tournoi.

## Phase qualificative
La phase préliminaire comprend huit poules. Le premier de chaque groupe se qualifie pour les quarts de finale.

### Phase préliminaire
La Hollande se classe 1re du groupe 5.
| Rang | Équipe   | Pts | J | G | N | P | Bp | Bc | Diff |  | Résultats (▼ dom., ► ext.) |     |     |     |     |
| ---- | -------- | --- | - | - | - | - | -- | -- | ---- |  | -------------------------- | --- | --- | --- | --- |
| 1    | Pays-Bas | 8   | 6 | 4 | 0 | 2 | 14 | 8  | +6   |  | Pays-Bas                   |     | 3-0 | 3-1 | 4-1 |
| 2    | Pologne  | 8   | 6 | 3 | 2 | 1 | 9  | 5  | +4   |  | Pologne                    | 4-1 |     | 0-0 | 3-0 |
| 3    | Italie   | 7   | 6 | 2 | 3 | 1 | 3  | 3  | 0    |  | Italie                     | 1-0 | 0-0 |     | 0-0 |
| 4    | Finlande | 1   | 6 | 0 | 1 | 5 | 3  | 13 | -10  |  | Finlande                   | 1-3 | 1-2 | 0-1 |     |

### Quart de finale
Les Pays-Bas retrouve la Belgique en quart de finale et éliminent à nouveau les Belges, après leur avoir déjà barré la route du mondial 1974.
| Équipe 1 | Résultat | Équipe 2 | Aller | Retour |
| -------- | -------- | -------- | ----- | ------ |
| Pays-Bas | 7 - 1    | Belgique | 5 - 0 | 2 - 1  |

## Phase finale

### Demi-finale
| Entraîneur : |
| V.Jezek      |

| Entraîneur : |
| Michels      |

| Entraîneur : |
| V.Jezek      |

| Entraîneur : |
| Michels      |

### Petite finale
| 19 juin 1976                      | Pays-Bas | 3 – 2 a.p. | Yougoslavie                                                                                           | Stade Maksimir, Zagreb                              |                                                     |
| 20:15 · Historique des rencontres | Geels 27e 107e · W.Van de Kerkhof 39e                                                                            |            | Katalinski 42e · Džajić 82e                                                                           | Spectateurs : 7 000 Arbitrage : Walter Hungerbühler | Spectateurs : 7 000 Arbitrage : Walter Hungerbühler |
| 20:15 · Historique des rencontres | (Rapport) |            | | Spectateurs : 7 000 Arbitrage : Walter Hungerbühler | Spectateurs : 7 000 Arbitrage : Walter Hungerbühler |
| 20:15 · Historique des rencontres | Schrijvers - Suurbier, van Kraay, Krol, Jansen - Van De Kerkhof, Rensenbrink, Geels, Peters - Arntz - Rijsbergen | Équipes    | Petrovic - Buljan, Mužinić, Katalinski, Surjak - Popivoda, Oblak, Acimovic, Jerković - Dzajic, Zungul | Spectateurs : 7 000 Arbitrage : Walter Hungerbühler | Spectateurs : 7 000 Arbitrage : Walter Hungerbühler |

## Effectif
Sélectionneur : George Knobel
| No. | Pos.      | Joueur               | Date de naissance et âge | Sélec. | Club                |
| --- | --------- | -------------------- | ------------------------ | ------ | ------------------- |
| 1   | Gardien   | Piet Schrijvers      | 15 décembre 1946         |        | Ajax Amsterdam      |
| 2   | Défenseur | Wim Suurbier         | 16 janvier 1945          |        | Ajax Amsterdam      |
| 3   | Défenseur | Wim Rijsbergen       | 18 janvier 1952          |        | Feyenoord Rotterdam |
| 4   | Défenseur | Adrie van Kraay      | 1er août 1953            |        | PSV Eindhoven       |
| 5   | Défenseur | Ruud Krol            | 24 mars 1949             |        | Ajax Amsterdam      |
| 6   | Milieu    | Johan Neeskens       | 15 septembre 1951        |        | FC Barcelone        |
| 7   | Milieu    | Wim Jansen           | 28 octobre 1946          |        | Feyenoord Rotterdam |
| 8   | Attaquant | Johnny Rep           | 25 novembre 1951         |        | Valence CF          |
| 9   | Milieu    | Johan Cruijff        | 25 avril 1947            |        | FC Barcelone        |
| 10  | Milieu    | Willy van de Kerkhof | 16 septembre 1951        |        | PSV Eindhoven       |
| 11  | Attaquant | Rob Rensenbrink      | 3 juillet 1947           |        | RSC Anderlecht      |
| 12  | Milieu    | Wim van Hanegem      | 20 février 1944          |        | Feyenoord Rotterdam |
| 13  | Attaquant | Ruud Geels           | 28 juillet 1948          |        | Ajax Amsterdam      |
| 14  | Milieu    | Jan Peters           | 20 juillet 1953          |        | NEC Nimègue         |
| 15  | Milieu    | René van de Kerkhof  | 16 septembre 1951        |        | PSV Eindhoven       |
| 16  | Milieu    | Peter Arntz          | 5 février 1953           |        | Go Ahead Eagles     |
| 17  | Gardien   | Jan Ruiter           | 24 novembre 1946         |        | RSC Anderlecht      |
| 18  | Gardien   | Jan Jongbloed        | 25 novembre 1940         |        | FC Amsterdam        |
| 19  | Attaquant | Kees Kist            | 7 août 1952              |        | AZ Alkmaar          |
| 20  | Défenseur | Wim Meutstege        | 28 juin 1952             |        | Sparta Rotterdam    |

## Navigation